# Attuma
Attuma est un super-vilain évoluant dans l'univers Marvel de la maison d'édition Marvel Comics. Créé par le scénariste Stan Lee et le dessinateur Jack Kirby, le personnage de fiction apparaît pour la première fois dans le comic book Fantastic Four #33 en décembre 1964.
Attuma est connu pour être l'un des principaux rivaux de Namor, le Prince des mers. Lors d'un conflit contre ce dernier, il forme une équipe de super-vilains, les « Deep Six » (« Six Profonds » en VF).

## Biographie du personnage

### Origines
Attuma est un barbare à la force colossale, issu d'une tribu d'Atlantes (en) bannie d'Atlantis.
Une prophétie annonçait que le peuple Atlante serait mené par un grand guerrier, et Attuma continua sur cette lancée en choisissant l'épée comme symbole, plutôt qu'un bouclier ou un trident. Devenu jeune adulte, il prend la tête de sa tribu guerrière et jure de conquérir la cité marine d'Atantis.
Il a une fille, Andromeda, mais voulant un héritier mâle, il ignore l'éducation de celle-ci.

### Parcours
Quand son armée est vaincue par Namor et ses alliés les Quatre Fantastiques, Attuma, désirant ensuite attaquer le monde de la surface, voit ses plans stoppés par Iron Man. 
Il échoue encore et encore, même après s'être allié au Docteur Fatalis, au Fantôme rouge, Dorcas ou à Requin-Tigre. À chaque fois, les équipes de super-héros stoppent ses tentatives.
Quand le conseil d'Atlantis exile Namor, c'est pourtant Attuma qui met un terme à la guerre civile grâce à ses soldats. Il s'empare toutefois du trône et fait régner la terreur.
Pour se venger de Namor, il kidnappe sa nouvelle épouse, Marina. Elle est cependant libérée avec l'aide de la Division Alpha. Attuma achève le combat en voyant que Namor ne souhaite pas se battre pour le trône.
Plus tard, il s'allie avec Ghaur et ses Déviants, Llyra et ses Lémuriens, pour attaquer l'humanité. Il apprend que l'une de ses adversaires était sa propre fille, Andromeda. Finalement, son armée est trahie par Ghaur et Llyra qui sacrifient des Atlantes en l'honneur du dieu égyptien Set. Attuma perd alors le trône.
Quand Namor, maudit par un sort, est contraint de faire équipe avec les Défenseurs en surface, Attuma repritend le pouvoir à Atlantis et forme le « Deep Six », un groupe visant à défendre Atlantis contre ses ennemis, mais aussi contre Namor. Cette stratégie échoue finalemnt et il est de nouveau chassé de la cité.
Il s'attaque ensuite à New York et est apparemment décapité par Sentry. Le Docteur Fatalis récupère son cadavre et réussit à le ramener à la vie, grâce à un mélange de sa science et sa magie. Il lui fait aussi subir des transformations afin qu'il puisse respirer à la surface comme Namor, mais aussi voler dans les airs et posséder la même force que le Prince des mers.

## Pouvoirs et capacités
Attuma est un Atlante, une branche sous-marine de l'humanité. Comme tous ses congénères, il possède des branchies lui permettant de respirer sous l'eau. Sa vision est aussi adaptée au monde aquatique des grandes profondeurs et il peut résister à la pression sous-marine, ainsi qu'au froid glacial qui y règne. Il est capable de nager à une vitesse maximale de 100 km/h (par rapport aux 50 km/h pour un Atlante moyen). 
En complément de ses pouvoirs, Attuma est un guerrier et un lutteur expert, entraîné aussi bien dans le maniement des armes blanches, armes à feu et dans différentes techniques de combat à mains nues. Il emploie de nombreuses armes atlantes, et est aussi un bon commandant sur le terrain.
- Attuma possède une force et une endurance surhumaines, bien supérieures à un Atlante normal. Il peut soulever (ou exercer une pression équivalente à) 40 tonnes à la surface, et bien plus sous l'eau.
- Il peut survivre jusqu'à dix minutes à l'air libre, hors de l'eau. Pour rester plus longtemps à la surface, il utilise des appareils respiratoires.

Au combat, Attuma utilise habituellement une gigantesque épée-trident (une épée à trois lames, en forme de trident) d'un poids de 25 kg ; il est aussi équipé d'une armure atlante.
Il possède de vastes ressources militaires (armes, vaisseaux, etc.) et il lui est aussi arrivé d’utiliser de nombreuses autres inventions militaires, comme de l’artillerie ou des armes personnelles supplémentaires. Cependant, il reste encore à déterminer si Attuma a lui-même créé ces objets, ou bien s’il se repose sur d’autres pour les concevoir.

## Deep Six
Le Deep Six (« Six Profonds » en VF).est une équipe de super-vilains créé par Kurt Busiek, Erik Larsen et Sal Buscema. Le groupe apparaît pour la première fois dans le comic book Defenders (vol. 2) #7 en septembre 2001, et réapparaît ensuite dans le numéro 11 de la même série.
L'équipe est composée de :
- Attuma ;
- Nagala ;
- Orka ;
- Piranha ;
- Requin-tigre ;
- Sea Urchin.

Lors de sa prise de pouvoir à Atlantis, Attuma réunit cette équipe pour affronter Namor et ses coéquipiers des Défenseurs : le Docteur Strange, Hellcat, Hulk, Nighthawk, le Surfer d'argent et la Valkyrie,.